# Favonius fujisanus
Favonius fujisanus är en fjärilsart som beskrevs av Matsumura 1910. Favonius fujisanus ingår i släktet Favonius och familjen juvelvingar. Inga underarter finns listade i Catalogue of Life.